# Trzebawka
Trzebawka – struga, lewy dopływ Samicy Stęszewskiej (Jeziora Dymaczewskiego) o długości 9,29 km i powierzchni zlewni 38,07 km².
Struga płynie w powiecie poznańskim, w gminie Stęszew z północnego zachodu ku południowemu wschodowi. Odwadnia znaczną część Wielkopolskiego Parku Narodowego. Pełni rolę osi drenażowej transportującej materię organiczną oraz zanieczyszczenia na tym kierunku. Jest siedliskiem bardzo żyznym. Przepływa przez Dębienko, Trzebaw i Górkę. 
Nad strugą lub w jej pobliżu zlokalizowane są trzy obszary ochrony ścisłej: Bagno Dębienko, Suche Zbocza oraz Czapliniec.